# Wiyung (plaats)
Wiyung is een bestuurslaag in het regentschap Soerabaja van de provincie Oost-Java, Indonesië. Wiyung telt 17.744 inwoners (volkstelling 2010).